# Conophorus luctuosus
Conophorus luctuosus är en tvåvingeart som först beskrevs av Friedrich Hermann Loew 1871.  Conophorus luctuosus ingår i släktet Conophorus och familjen svävflugor. Inga underarter finns listade i Catalogue of Life.